# Ovratničarski šesteroškrgar
Ovratničarski šesteroškrgar (znanstveno ime Chlamydoselachus anguineus) je živi fosil in ena od dveh vrst morskih psov iz družine Chlamydoselachidae, ime pa je dobil po značilnih šestih parih škrg. 

## Opis
Odrasle živali zrastejo do dolžine 200 cm in ima telo podobno jeguljinemu, rep pa je podoben repom ostalih morskih psov. Živi na globinah med 50 in 1570 metri, čeprav se pod 1200 metri redko zadržuje. V ustih ima 300 ostrih igličastih zob v treh vrstah. Hrani se z lignji in majhnimi morskimi psi, plen pa golta podobno kot kače.